# RAB3IP
RAB3IP (англ. RAB3A interacting protein) – білок, який кодується однойменним геном, розташованим у людей на короткому плечі 12-ї хромосоми. Довжина поліпептидного ланцюга білка становить 476 амінокислот, а молекулярна маса — 53 021.
| 10         |  | 20         |  | 30         |  | 40         |  | 50         |
| ---------- |  | ---------- |  | ---------- |  | ---------- |  | ---------- |
| MGLKKMKGLS |  | YDEAFAMAND |  | PLEGFHEVNL |  | ASPTSPDLLG |  | VYESGTQEQT |
| TSPSVIYRPH |  | PSALSSVPIQ |  | ANALDVSELP |  | TQPVYSSPRR |  | LNCAEISSIS |
| FHVTDPAPCS |  | TSGVTAGLTK |  | LTTRKDNYNA |  | EREFLQGATI |  | TEACDGSDDI |
| FGLSTDSLSR |  | LRSPSVLEVR |  | EKGYERLKEE |  | LAKAQRELKL |  | KDEECERLSK |
| VRDQLGQELE |  | ELTASLFEEA |  | HKMVREANIK |  | QATAEKQLKE |  | AQGKIDVLQA |
| EVAALKTLVL |  | SSSPTSPTQE |  | PLPGGKTPFK |  | KGHTRNKSTS |  | SAMSGSHQDL |
| SVIQPIVKDC |  | KEADLSLYNE |  | FRLWKDEPTM |  | DRTCPFLDKI |  | YQEDIFPCLT |
| FSKSELASAV |  | LEAVENNTLS |  | IEPVGLQPIR |  | FVKASAVECG |  | GPKKCALTGQ |
| SKSCKHRIKL |  | GDSSNYYYIS |  | PFCRYRITSV |  | CNFFTYIRYI |  | QQGLVKQQDV |
| DQMFWEVMQL |  | RKEMSLAKLG |  | YFKEEL     |  |            |  |            |

A: Аланін

C: Цистеїн

D: Аспарагінова кислота

E: Глутамінова кислота

F: Фенілаланін

G: Гліцин

H: Гістидин

I: Ізолейцин

K: Лізин

L: Лейцин

M: Метіонін

N: Аспарагін

P: Пролін

Q: Глутамін

R: Аргінін

S: Серин

T: Треонін

V: Валін

W: Триптофан

Кодований геном білок за функцією належить до фосфопротеїнів. 
Задіяний у таких біологічних процесах, як транспорт, транспорт білків, альтернативний сплайсинг. 
Локалізований у цитоплазмі, цитоскелеті, ядрі, клітинних відростках.